# Dacadoo
dacadoo（ダカドゥ）はチューリッヒを拠点とするテクノロジー企業であり、モバイルテクノロジー、ソーシャルネットワーキング、ゲーミフィケーション、人工知能（AI）、ビッグデータ分析を組み合わせ、ユーザーの健康とウェルネスの向上を支援している。

## 歴史と背景
ダカドゥ社は、スイスのチューリッヒを拠点とする企業で、スイスの起業家であるピーター・オーネムス（Peter Ohnemus）によって2010年にQUENTIQ AGとして設立された。その後、2012年1月にdacadoo agに社名を変更。オーネムスは、ダカドゥの設立初期から、ローレンス・ジェイコブス教授（Laurence Jacobs）およびアンドレ・ネーフ（Andre Naef）とともに、dacadoo Health Score（ダカドゥ・ヘルススコア）の中核研究と開発に取り組んだ。
ダカドゥは、ボストン（米国）、オーデンセ（デンマーク）、シドニー（オーストラリア）、上海（中国）、東京（日本）に顧客サービス拠点を構えており、民間資金で運営されている。
ダカドゥの最初の製品であるデジタル・エンゲージメント・プラットフォームは、2011年12月に稼働を開始した。それ以来、アップデートと改善を数回重ね、現在は18を超える言語で「WheelofLife（ウイールオブライフ）」バージョン4.2.0が世界各国で運用されている。
同社は特にB2B2Cの市場開拓アプローチに力を注いでいる。同社と契約を結んだ各国のクライアント企業（生命保険会社、企業向けウェルネス・サービス業者など）は、それぞれ自社ブランドのバージョンでダカドゥのプラットフォームをエンドユーザーに提供している。
長時間座っていることの多い現代社会の生活様式が太りすぎ、糖尿病、または心不全等に苦しむ人々の割合を増加させている。そしてこれは、ただでさえ大きな負担となっている多くの先進国の医療予算をさらにひっ迫させる要因となっている。同社のヘルス・プラットフォームは、この事実を前提としている。
研究の一例を挙げると、Mayo Clinic のエドワード・R・ラスコフスキー(Edward R. Laskowski)医学博士、が2018年に発表した臨床データで同氏は、《人が一日に座って過ごす時間と活動レベルに関する13種の研究の結果、一日に8時間以上を座って過ごし、運動を行わない人には、肥満や喫煙に起因する死亡リスクと同等のリスクが認められた》 と述べている。ダカドゥのホームページやプレスリリースによれば、同社はこのような研究を基準として個人のヘルススコア を算出するWheelofLifeライフスタイル・ナビゲーション・プラットフォームを開発している。研究の一例を挙げると、Mayo Clinic のエドワード・R・ラスコフスキー(Edward R. Laskowski)医学博士、が2018年に発表した臨床データで同氏は、《人が一日に座って過ごす時間と活動レベルに関する13種の研究の結果、一日に8時間以上を座って過ごし、運動を行わない人には、肥満や喫煙に起因する死亡リスクと同等のリスクが認められた》 と述べている。ダカドゥのホームページやプレスリリースによれば、同社はこのような研究を基準として個人のヘルススコア を算出するWheelofLifeライフスタイル・ナビゲーション・プラットフォームを開発している。
ヘルススコアは、何年にもわたって収集した3億人分の臨床データに基づいて計算され、0から1,000までのスコアによって人の健康状態の良し悪しを示す。これにより、ユーザーの現在の健康状態と幸福度についてリアルタイムで方向性を有する相対的指標を示すことを目的としている。ダカドゥ・ヘルススコアは、以下の3つの主要な柱に基づく。
- 身体的健康状態（あなたの状態）：プラットフォームが、年齢、性別、体重、身長、寸法、血液検査値、血圧などのハードデータを取得する
- メンタルヘルス（あなたの感じていること）：プラットフォームが、生活の質に関する質問票を使用して必要な情報を取得する
- ライフスタイル（あなたの活動）：プラットフォームは、身体的活動、栄養、睡眠、自制心、心がけからデータを取得する

同社声明によれば、同社のイニシアチブの多くは、慢性化する前に問題に取り組むための積極的な健康増進（予防）とより健康的なライフスタイルに焦点を当てることを目的としている。同声明で紹介されている2020年にGreg Rehが発表したグローバル・ライフ・サイエンスに関するレポート によれば、行動様式を変えることが個人の健康状態を改善する上で唯一最大の機会であると認識されている。
ダカドゥがビジネスモデルの基礎とするのは、スマートフォンテクノロジー、ソーシャルネットワーキング、ゲーム業界のモチベーションテクニック（ゲーミフィケーション）、人工知能（AI）、ビッグデータ分析、そして報酬システムを組み合わせることで、個人のライフスタイルの行動変容を促進する力を発揮させることである。この理念に基づき、同社はダカドゥ・ヘルススコア・プラットフォームの商標を取得している。また、同社は後日、いわゆるダカドゥ・ヘルススコアは医療診断ツールではなくライフスタイル製品であり、従って医療専門家の診断に代わるものではないという免責情報を発表している。

## 製品と機能
ダカドゥは、同社の価値提案に合致するものとして、以下のような多様な製品を提供している。
ダカドゥのデジタル・ヘルスエンゲージメント・プラットフォーム：WheelofLife
デジタルでモバイルなヘルス＆ウェルビーイング・プラットフォームには、ウェブブラウザはもちろん、アクセスコードを使用すればiPhoneやAndroidスマートフォン向けのネイティブモバイルアプリを介したアクセスも可能。
プラットフォームは、ライフスタイル（アクティビティ、栄養、自己管理、マインドフルネス、睡眠）、身体的健康（生体測定）、メンタルウェルビーングの3つの領域について、ユーザー個人のヘルススコアをリアルタイムで算出し、自動コーチング、ゲーミフィケーション、ソーシャル機能、そして報酬システムを通じてライフスタイル改善に対するユーザーのモチベーションを高める。
また、製品は完全なホワイトラベル商品としてクライアント企業に提供可能で、クライアント側でブランディング、サブブランディングが行える。
プラットフォームはデバイスやアプリケーションに依存性がなく、以下の企業を含むサードパーティ・デバイスやアプリをサポートしている。
- Fitbit
- Garmin
- Polar
- Withings
- Strava
- Apple Health
- Google Fit
- Misfit
- TomTom

ダカドゥは、さまざまなトラッキングデバイスやアプリへの接続を提供するだけでなく、115種類以上のインドア、アウトドアのフィットネスアクティビティを追跡する総合トラッカーを提供している。
dacadooリスクエンジン
ダカドゥが提供するリスクベースエンジンは、臨床研究に裏打ちされたモデルを採用しており、引受業務の迅速化、変動する料金設定、ヘルススコアの算出等に利用可能な正確なアウトプットを提供する。
- 引受業務の迅速化および変動する料金設定を可能とするために：リスクベースエンジンは、帰属データに加え、死亡リスクや罹患リスクに関わる有用なユーザーデータを提供することで、不足しているデータを補完する。これは、生命保険会社にとって非常に重要なポイントである。
- ヘルススコアソリューション：ヘルススコアソリューションの主な目的は、健康状態の理解と数値化であるため、0から1,000までの正確なスコアを年齢と性別で標準化した形で提供される。

dacadoo API（アプリケーション・プログラミング・インターフェース）
受賞歴のあるダカドゥのテクノロジーを基礎に、カスタマイズされたアプリケーションを構築できる。ダカドゥのAPI は、RESTfulアプリケーション・プログラミング・インターフェイスであり、これを介してダカドゥのテクノロジーコンポーネントへのフルアクセスを提供する。
APIを利用することで、さまざまなユーザーエクスペリエンス（UX）やユーザーインターフェイス（UI）をダカドゥのホワイトラベル製品で提供できる。
ダカドゥ GO
ホワイトラベル化も可能な、エントリーレベルのウォーキング・キャンペーン・プラットフォーム。
歩くという日常的な活動をインタラクティブなゲームに変えるカスタマイズ可能なジオロケーションベースのウォーキングアプリである。

## 賞と表彰
以下は、ダカドゥが受賞またはノミネートされた賞および表彰の一覧。
| 年     | 賞                                                                                                   | カテゴリー                                      | 結果       |
| ------ | --- | ----------------------------------------------- | ---------- |
| 2021年 | デジタル保険会社賞                                                                                   | インシュアテックイノベーションアワード2021      | 受賞       |
| 2021年 | CogXアワード2021                                                                                     | Good Health and Well-Being Award                | ノミネート |
| 2021年 | プラグアンドプレイジャパン2021年冬/春サミット                                                        | Best International InsurTech Start-up           | 受賞       |
| 2020   | Seal Awards                                                                                          | Virtual Insurtech Competition                   | 受賞       |
| 2020   | イタリアのインシュアテックサミット                                                                   | Best Insurtech Ecosystem Initiative of the Year | 受賞       |
| 2020   | MongoDB                                                                                              | Innovator of the Year Data for Good             | 受賞 受賞  |
| 2018年 | 第22回アジア産業賞                                                                                   | インシュアテックオブザイヤー                    | ノミネート |
| 2018年 | GSMAアジアモバイルアワード                                                                           | Best Mobile App for Business                    | ノミネート |
| 2016年 | ビジネスインテリジェンスグループ                                                                     | BIG Innovation                                  | 受賞       |
| 2016年 | メルクによるHITS賞                                                                                   | BeWell Challenges                               | 受賞       |
| 2016年 | フロスト＆サリバングローバルウェルネスアナリティクスビジョナリーイノベーションリーダーシップアワード | リーダーシップ                                  | 受賞       |
| 2015年 | ミュンヘンネットワークのヘルスケア会議におけるデジタルイノベーション                                 | デジタルヘルス                                  | ノミネート |
| 2015年 | EU SMEeHealthコンペティション2015                                                                    | チャンピオンズ                                  | ノミネート |
| 2014年 | ベストオブスイスアプリアワード                                                                       | ライフスタイル                                  | ノミネート |
| 2014年 | ベストオブスイスウェブアワード                                                                       | イノベーション                                  | 受賞       |
| 2013年 | ヘルスメディアアワード2013                                                                           |                                                 | 受賞       |
| 2013年 | スイスICT賞                                                                                          | パブリックアワード                              | 受賞       |
| 2012年 | ヘルスメディアアワード2012″                                                                          | 国際コミュニケーション 国際協力                 | 受賞 受賞  |
| 2012年 | ベストオブスイスウェブアワード                                                                       | テクノロジー                                    | ノミネート |
| 2012年 | スイスアプリアワード                                                                                 |                                                 | ノミネート |

| 年     | 表彰内容                                               | 表彰者                      |
| ------ | ------------------------------------------------------ | --------------------------- |
| 2021年 | Soonicorn Club 2021: Top Tech Startups In Switzerland  | Tracxn                      |
| 2021年 | 2021年のクールなベンダー                               | Gartner                     |
| 2021年 | 2021年に注目すべきトップ100の保険会社                  | DIA                         |
| 2021年 | トップ10のテクノロジー企業                             | TDI                         |
| 2020年 | デジタルパイオニア-ヘルステックの革新的なリーダー100人 | Journal of mHealth          |
| 2018年 | ヨーロッパのトップ100デジタルパイオニア                | Financial Times、Google、EU |
| 2017年 | トップ100健康的なライフスタイルブログ                  | Feedspot                    |
| 2016年 | レッドヘリンググローバルトップ100                      | Red Herring                 |
| 2015年 | トップ50の新興企業                                     | TiECon2015                  |
| 2014年 | レッドヘリングトップ100ヨーロッパ                      | Red Herring                 |

## メディア報道
同社は、世界中で印刷物、オンライン、テレビ、ラジオのメディア報道を受けています。言語ごとの最も著名なメディア報道のリストに従う。
| 言語         | メディア報道 |
| ------------ | --- |
| 英語         | Coverager、Raconteur、Fintech Global、Community of Insurance、Bloomberg news、Journal of mHealth、The Economist、およびThe Wall StreetJournal。mHealthSpot、SeekingAlpha、theinquirer、mobihealthnews、Finance.yahoo.com、およびSalus Digital、Center for Data Innovation]にも掲載されています。 |
| ドイツ語     | Blick、SonntagsBlickマガジン、SonntagsZeitung、20 Minuten、BILANZ Magazine、NZZ am Sonntag、Handelszeitung、Punkt4Info、Die Welt、Internet World Business、Netzwoche、heise online、SüddeutscheZeitung、Business Insider Germany、Franker Allgemeine Zeitung（FAZ）、Die Tageszeitungスイスのテレビ。「cashTV」と「Einstein」。Schweizer RadioDRSの2番目のスイスドイツ語ラジオ局であるDRS2でもカバーされています。 ドイツのテレビZDFinfo、およびドイツの公共テレビErstes Deutsches Fernsehen Das Erste、 |
| ポルトガル語 | Sabre Viver、ブラジルのEXAMEマガジン、およびImpressãoDigital。 |
| イタリア語   | InsurZine |
| デンマーク語 | DagbladetBørsenとBerlingskeTidende。 |
| フランス語   | Le TempsスイスRTSのフランスのラジオ。 |
| 日本語       | 日本経済新聞、保険net新聞、シンニチ保険WEB |